# Zemské právo
Zemské právo je právní pojem platný zejména pro země Svaté říše římské v období středověku a raného novověku, tento pojem označuje souhrn všech právních norem užívaných v jednotlivých zemích. Jednalo se vlastně pouze o šlechtické právo (zemské bývá také nazýváno obecným kvůli velké důležitosti šlechtického stavu ve feudalismu) a vedle něho existovala další, tzv. speciální práva vztahující se k dalším skupinám obyvatel, z nichž nejdůležitějším bylo městské právo pro měšťany apod. Zemské právo bylo zprvu zvykové a jako pramen bylo užíváno také nálezů zemského soudu. První kodifikace českého zemského práva bylo Vladislavské zřízení zemské.